# Ageneiosus inermis
Ageneiosus inermis (o mandubé) é uma espécie de peixe sul-americano de água doce.